# Árlevelű len
Az árlevelű len (Linum tenuifolium) a lenfélék családjába tartozó, Közép- és Dél-Európában elterjedt, fehér virágú növény.

## Megjelenése
Az árlevelű len 10–50 cm magas, lágyszárú évelő növény. Sima szára legtöbbször a tövénél elágazik, a hajtások felegyenesedők. 1–2 cm hosszú, sűrűn álló, szálas levelei szórt állásúak, végük hegyes, árszerű.
Májustól októberig virágzik. A virágok laza, sátorozó virágzatot alkotnak. Az egyes virágok öttagúak, fehér vagy halványrózsaszín szirmai 10–15 mm-esek, erezetük esetleg sötétbíbor lehet. A csészelevelek a levelekhez hasonlóan árhegyűek, szélük mirigyes.
Termése 3–5 mm átmérőjű, tízrekeszű, csúcsán kihegyesedő, gömbszerű toktermés.
Kromoszómaszáma 2n=16 vagy 18.
Hasonlíthat az átellenes levélállású rigószegfűhöz (Moenchia mantica) vagy hegyi homokhúrhoz (Arenaria procera).

## Elterjedése és termőhelye
Közép- és Dél-Európában, valamint Kisázsiában honos. Magyarországon a Zemplén, Cserehát, Aggteleki-karszt, Putnoki-dombvidék, Upponyi-hegység, Ózdi-dombvidék, Bükk, Mátraalja, Medves, Karancs, Cserhát, Börzsöny, Naszály, Gödöllői-dombvidék, Visegrádi-hegység, Pilis, Budai-hegység, Tétényi-sík, Gerecse, Vértes, Bakony, Pannonhalmi-dombvidék, Balaton-felvidék, Keszthelyi-hegység, Mecsek, Villányi-hegység, Balfi-dombvidék, Kőszegi-hegység, Zalai-dombvidék, Baranyai-dombvidék, Geresdi-dombvidék, Szekszárdi-dombvidék, Kis-Alföld, Mezőföld, Csepel-sziget, Duna–Tisza köze térségeiben vannak állományai.
Mészkő- és dolomitsziklagyepek, pusztafüves lejtők, löszgyepek, karsztbokorerdők, cserjések növénye. A meszes talajt részesíti előnyben.
Magyarországon védett, természetvédelmi értéke 5 000 Ft.

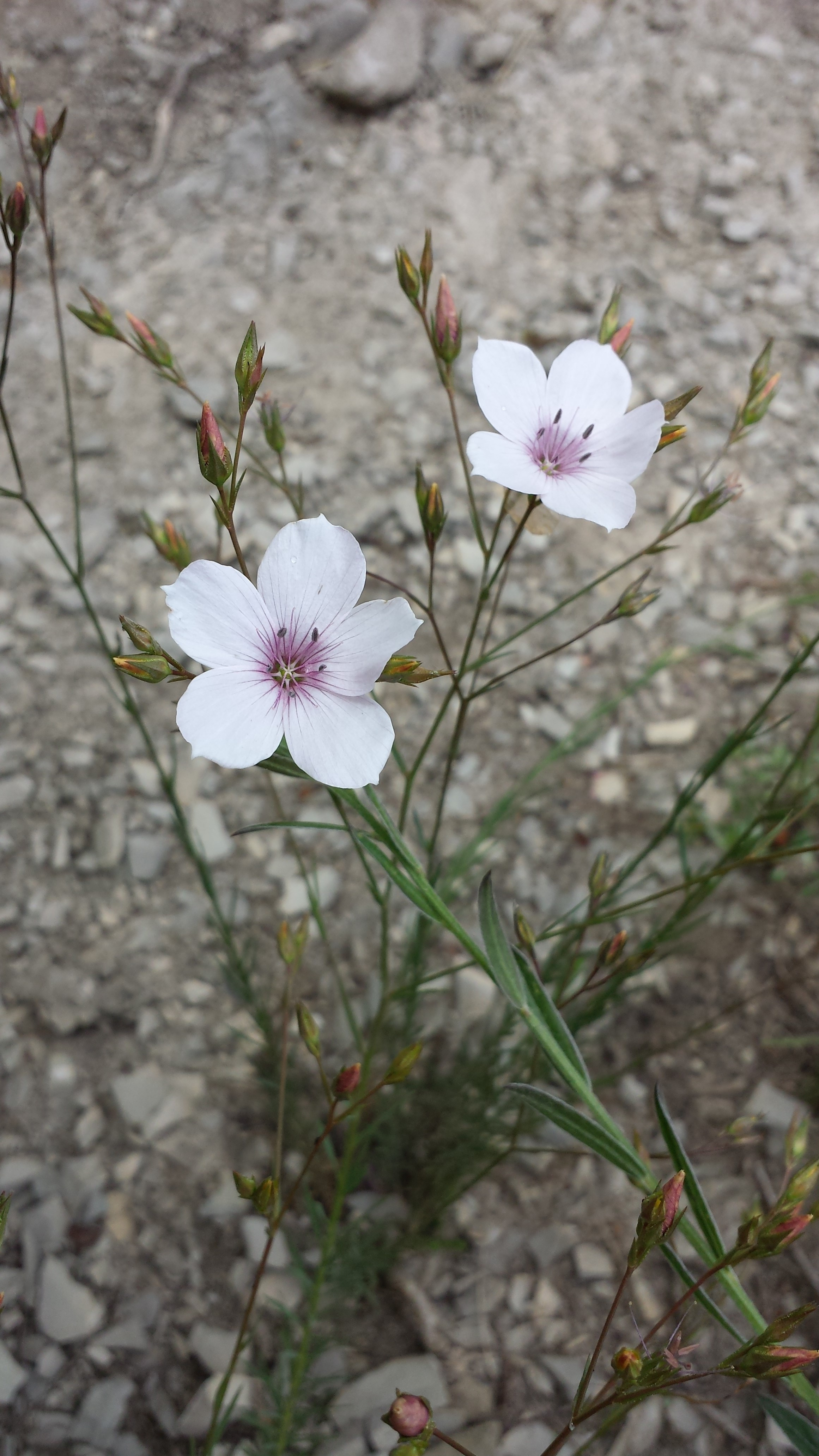
Virágzó árlevelű len
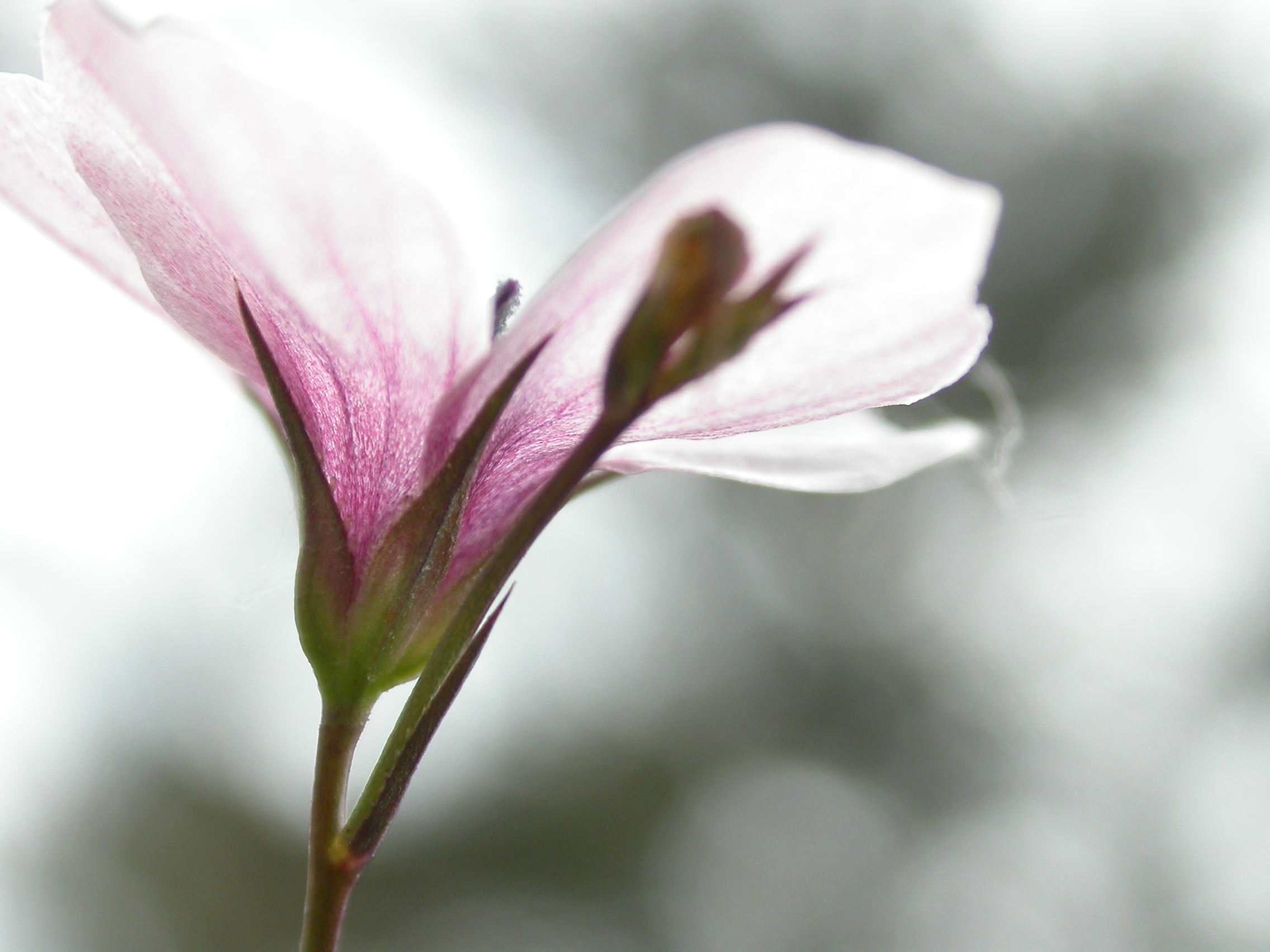
Bíboran erezett virága
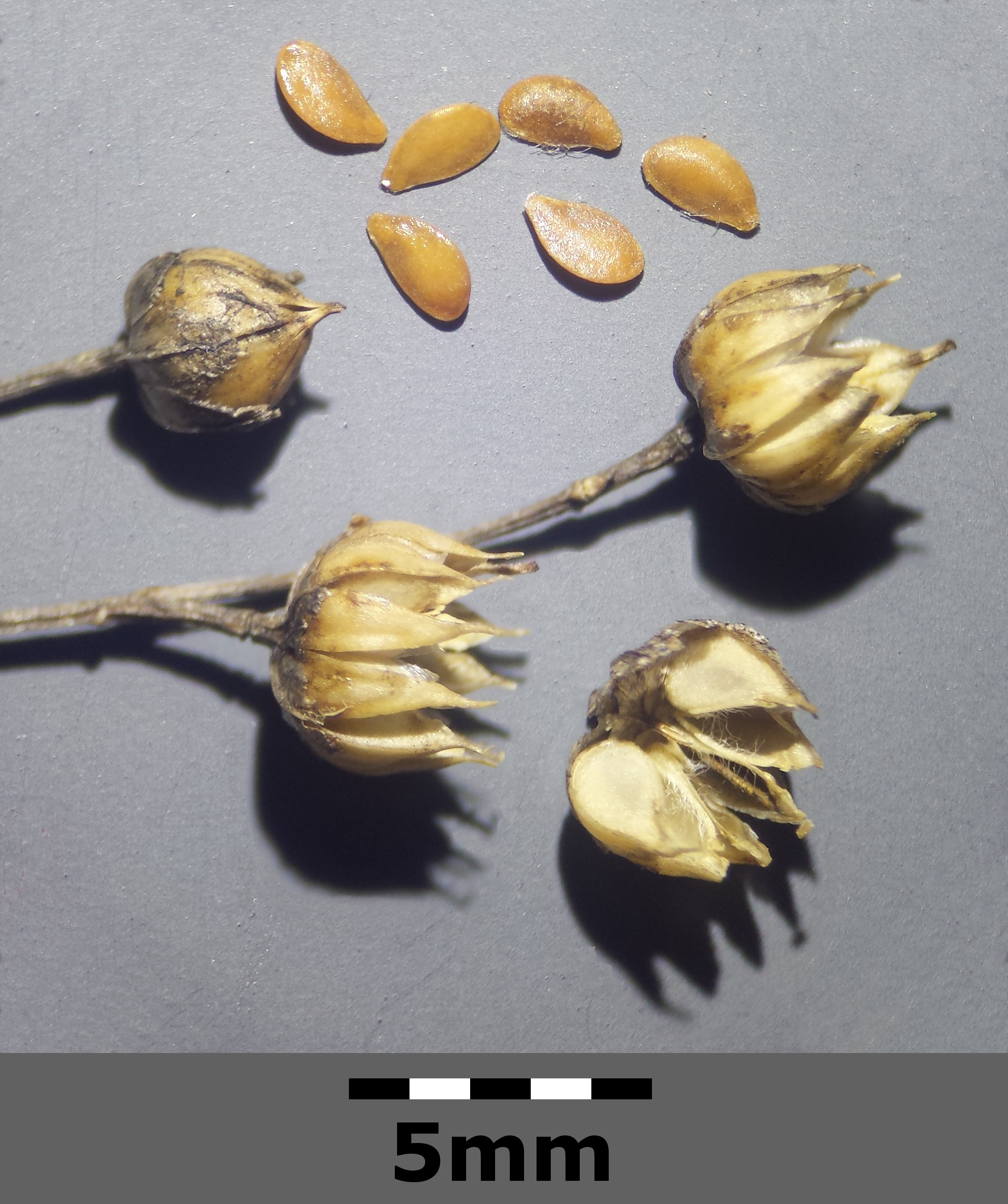
Termése
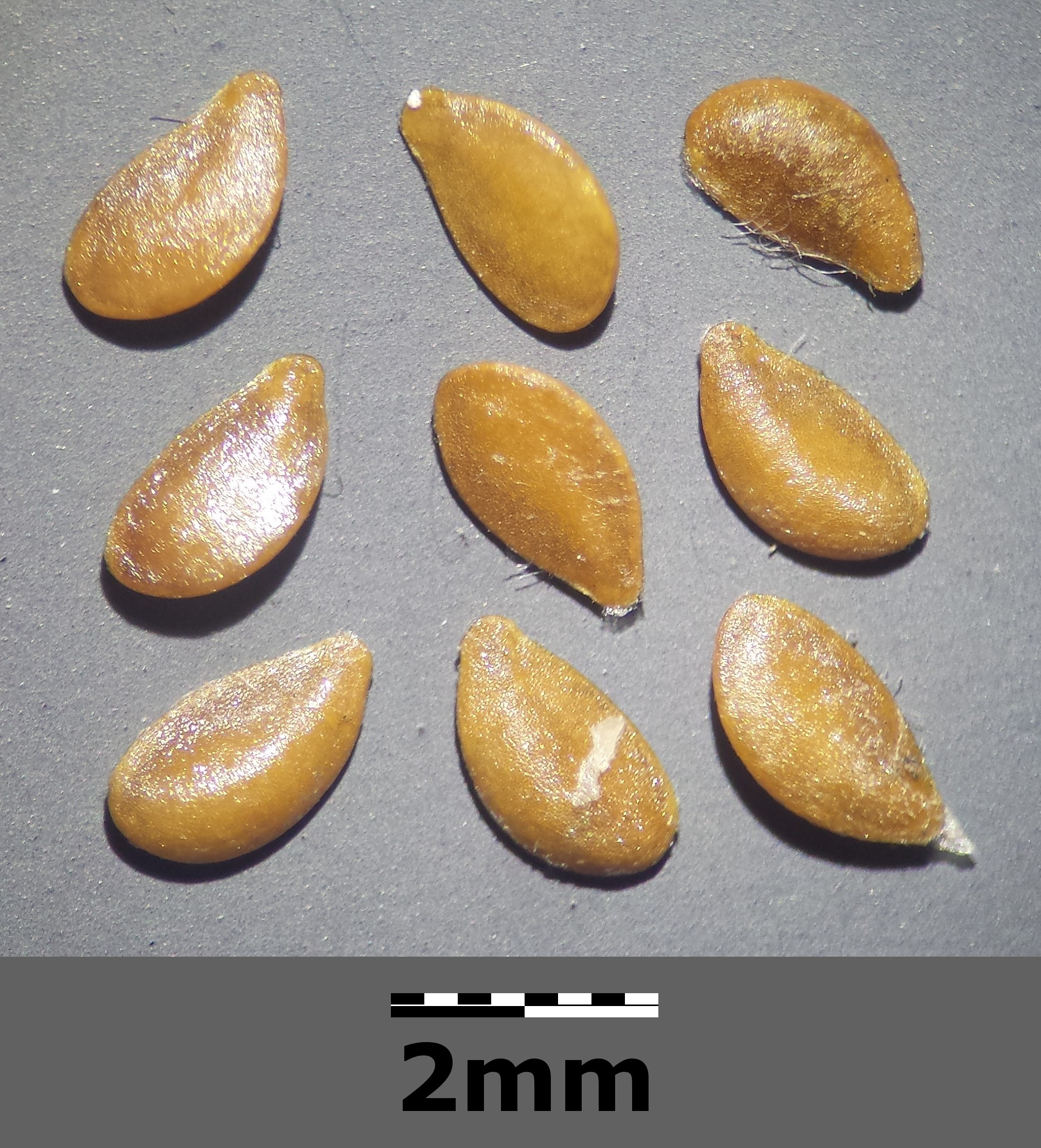
Magvai